# アップアップガールズ（仮）の2013年の夏
7人組女性アイドルグループ、アップアップガールズ（仮）の2013年の夏（アップアップガールズかっこかりの2013ねんのなつ）は、2013年7月5日に行われた『RUN! アプガ RUN!（仮）』の発売記念イベントで始まり、アップアップガールズ（仮）（以下、アプガ）の単独ライブツアー、アップアップガールズ（仮）1stライブハウスツアー アプガ第二章（仮）開戦（以下、「開戦」）の9月16日に行われた最終公演「赤坂決戦」で終わりを迎えた。
その間、ROCK IN JAPAN FESTIVAL 2013・SUMMER SONIC 2013等のロック・フェスティバルへの初出演、アプガにとって初の単独ライブツアーとなる、アップアップガールズ（仮）1stライブハウスツアー アプガ第二章（仮）開戦前夜（以下、「開戦前夜」）の開催等を経て、「開戦」の横浜BLITZでの公演「横浜リベンジ決戦」ではチケットが売り切れ、会場が満員になり、4月13日に行われたアップアップガールズ（仮） 3rd LIVE 横浜BLITZ大決戦（仮）（以下、横浜BLITZ大決戦）で会場が満員にならなかったことに対するリベンジを果たした。また、赤坂決戦では、2013年年末・2014年年始にアプガの単独ライブが行われることが発表され、さらに、アプガのメンバーが目標としていた中野サンプラザでライブを行う可能性が示された。
また、12月18日には赤坂決戦の模様とツアーのドキュメントが収録された2枚組のDVD『アップアップガールズ（仮） 1st ライブハウスツアー アプガ第二章（仮）開戦』が発売された。

## 背景

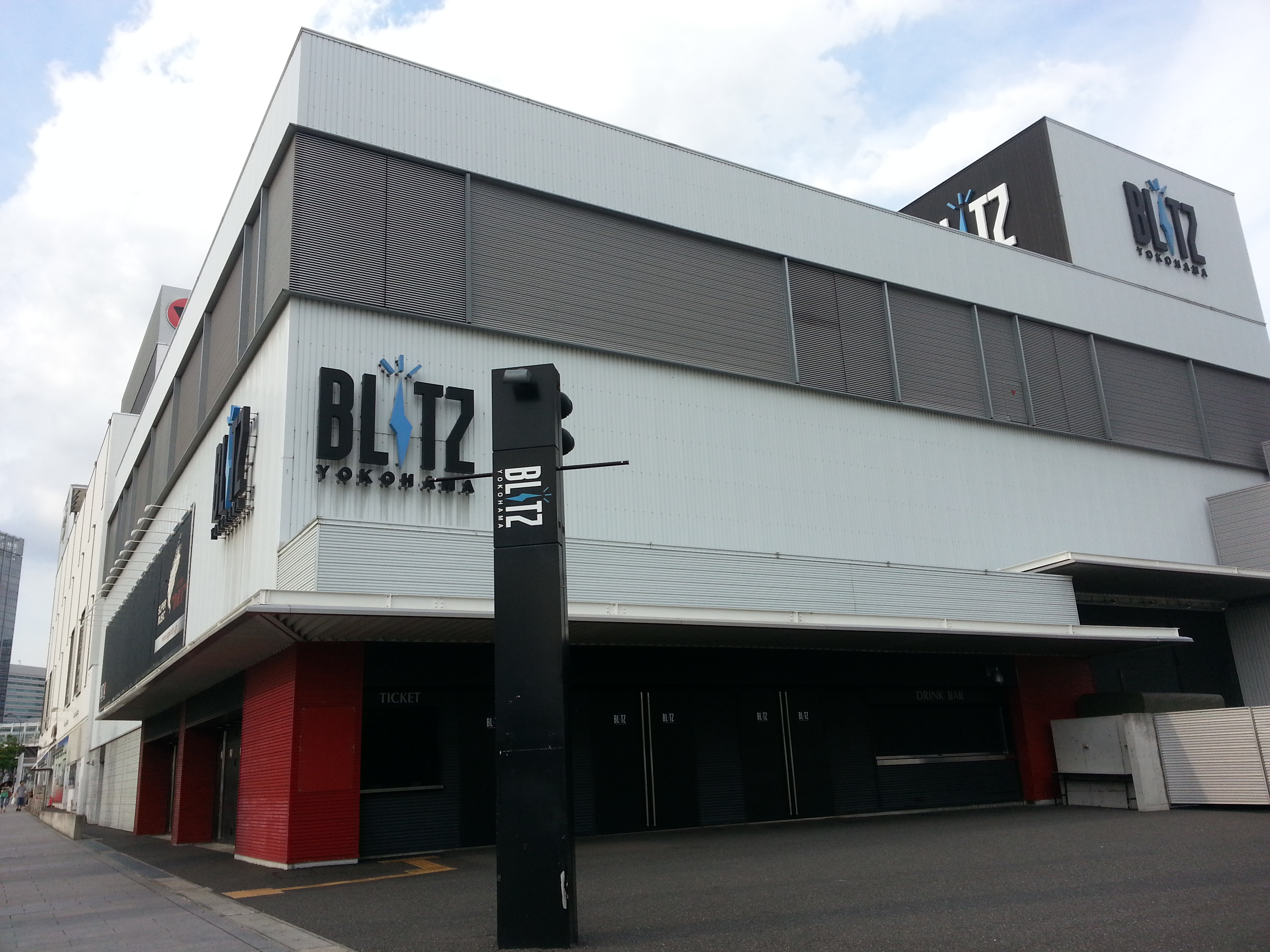
横浜BLITZの外観

ハロプロエッグ出身であるアプガのメンバーにとって、横浜BLITZはハロプロエッグ時代よりライブを行ってきた「特別な意味を持つ場所」である。
アプガは、2013年4月13日、その横浜BLITZにて横浜BLITZ大決戦を開催し、その中でグループにとって初の単独ツアーである「開戦」の開催を発表した。
横浜BLITZ大決戦では、会場を満員にすることが出来なかったため、「開戦」の横浜BLITZで行われる公演は「横浜リベンジ決戦」というサブタイトルがつくことになり、会場を満員にするという目標が設定された。メンバーの古川小夏は、その目標を設定した理由について「エッグの頃、よく公演をやってきた横浜BLITZを埋めてこそ、過去の自分達を越えられたことになると思う」と語っている。また、メンバーの佐保明梨は満員にするために「夏のイベントでわたしたちのことをたくさんの人に知ってもらって」という目標を設定した。2013年7月3日には、横浜BLITZが同年10月14日で閉鎖されることが発表され、8月31日に行われる横浜リベンジ決戦がアプガにとって最後の横浜BLITZでの公演となることになった。
一方、6月4日には、「開戦前夜」の開催を発表した。
6月23日には、Zepp DiverCityで行われた「@JAM 2013 アイドルDay」に出演し、「開戦」の追加公演「赤坂決戦」が9月16日に赤坂BLITZで行われることをサプライズで発表した。また、同ライブでは「アップアップタイフーン」を初披露した。同曲にはタオルを使う振り付けがある。

## ライブツアー開始までのイベント出演
7月5日、アプガはタワーレコード新宿店にて『RUN! アプガ RUN!（仮）』の発売記念イベントを開催し、アプガにとっての「勝負の夏」が始まった。同イベント終了後のマスコミの囲み取材では「この夏への意気込み」をメンバーが述べた。7月7日には、新木場STUDIOCOASTにて行われた「アイドル横丁夏まつり!!〜2013〜」に出演した。同イベントでは「サマービーム!」を初披露したほか、Cheeky Paradeと楽曲交換を行い「BUNBUN NINE9’」を披露した。

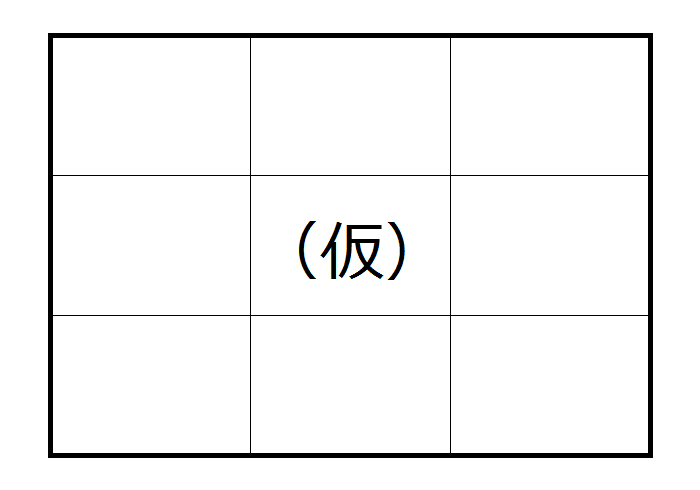
7月23日の時点では、（仮）旗はこうなる予定だった。

7月23日、マルイシティ渋谷にて「サマービーム!/アップアップタイフーン」の発売記念イベントを開催し、横浜リベンジ決戦に向けた企画を発表した。ファンが8枚の布にメッセージを書き、それを「銀河上々物語」のパフォーマンスで用いた旗を中心にして縫い合わせ、8月31日に行われる横浜リベンジ決戦で掲げるという企画である。同イベントも含め、夏に行われたイベントの会場で布にメッセージを記載するファンの姿が見られた。
7月27日 - 28日、Zepp Tokyoなどお台場にて行われた「TOKYO IDOL FESTIVAL 2013」（以下、TIF2013）に出演した。初日は野外のSMILE GARDENなどのステージでパフォーマンスを行った。SMILE GARDENでは、客席がサイリウムの光によって覆われる中、昨年同所で初披露した「サイリウム」を1曲目に披露した後、アップテンポな曲を続けて披露した。2日目は昨年出ることのできなかったHOT STAGE（メインステージ）などでパフォーマンスを行った。HOT STAGEでは、アップテンポな曲を披露した後、最後にバラード曲「あの坂の上まで、」を歌った。週刊プレイボーイTIF取材班の漫画家のまみやけいは、TIF2013のMVPとしてアプガを選んだ。
8月3日、国営ひたち海浜公園にて行われた「ROCK IN JAPAN FESTIVAL 2013」に出演した。出演したステージは、昨年よりフロアのキャパシティが増加し、5000人程度を収容するようになったDJ BOOTHである。出番が始まった時点では観客40-50人という状況だったが、いつしかフロアの外にも観客がいる状況になった。観客が急に増加した理由として、DJ BOOTHの隣のGRASS STAGEに出演していたBase Ball Bearのボーカル小出祐介が「僕はアップアップガールズ（仮）さんとステージが被ったことについて渋谷陽一を問い詰めようと思います」と述べ、Base Ball Bearのステージが終わったタイミングでGRASS STAGEからDJ BOOTHへ観客が流れたという点があげられる。
セットリストは、攻めている雰囲気のある5曲が選ばれた。「ロックフェスだとみんなタオル持っている」という理由から「ロックフェス向け」と評価されていた曲「アップアップタイフーン」では、フロア内外で観客がタオルを振り回していた。また、7月30日に初披露した曲「SAMURAI GIRLS」のロックファンへの評判も良かった。同フェス終了後、土屋恵介は「〈ROCK IN JAPAN FES.〉はアプガにとって2013年の大きなターニングポイントになる」と予想した。また、メンバーの仙石みなみは「ロックフェスの感覚をしっかり掴めた」とした。同じく新井愛瞳は「盛り上げ・煽りとかを学べたので良かった」とした。
8月10日、国立代々木競技場第一体育館にて行われた「IDOL NATION 2013」に出演した。昨年はオープニングアクトとしての出演であったが、今年はメインアクトとしての出演で、主に「攻め曲」のセットリストでライブを行った。観客の多くがAKB48を見るために来ていたイベントだったため「この夏一番のアウェイ」という状態であり、その雰囲気を変えることはできなかった。翌11日には、幕張メッセにて行われた「SUMMER SONIC 2013」に出演した。出演したステージは「SIDE-SHOW MESSE」で、3曲披露した。仙石は同フェス終了後に「ロッキンでの経験があったので、いつものアプガらしくガンガン行けた」とコメントした。
ところで、アプガが普段出演するイベントでは、ファンがチケットを購入してイベントを見に行くことができるが、ROCK IN JAPAN FESTIVAL 2013・SUMMER SONIC 2013では、アプガが出演することが発表された時にはすでにチケットが売り切れていた。また、両フェスはアイドルイベントではないこともあり、ほとんどの観客がアプガを知らない言わば「アウェイ」と言える状況であったが、会場は盛り上がりを見せた。古川はROCK IN JAPAN FESTIVAL 2013に出演する際、アウェイであることを過剰に意識していたが、観客が盛り上がっているのを見て「途中から、自分も楽しもうという気持ちになれた」と語った。また、BIGLOBE MUSIC編集長の有本和貴は、アプガがアウェイなロック・フェスティバルに出演した理由について、「アプガを知らない層に売り込」み、横浜リベンジ決戦が行われる「横浜BLITZを埋める」ために「異業種参入」するのだと推測している。

## 開戦前夜

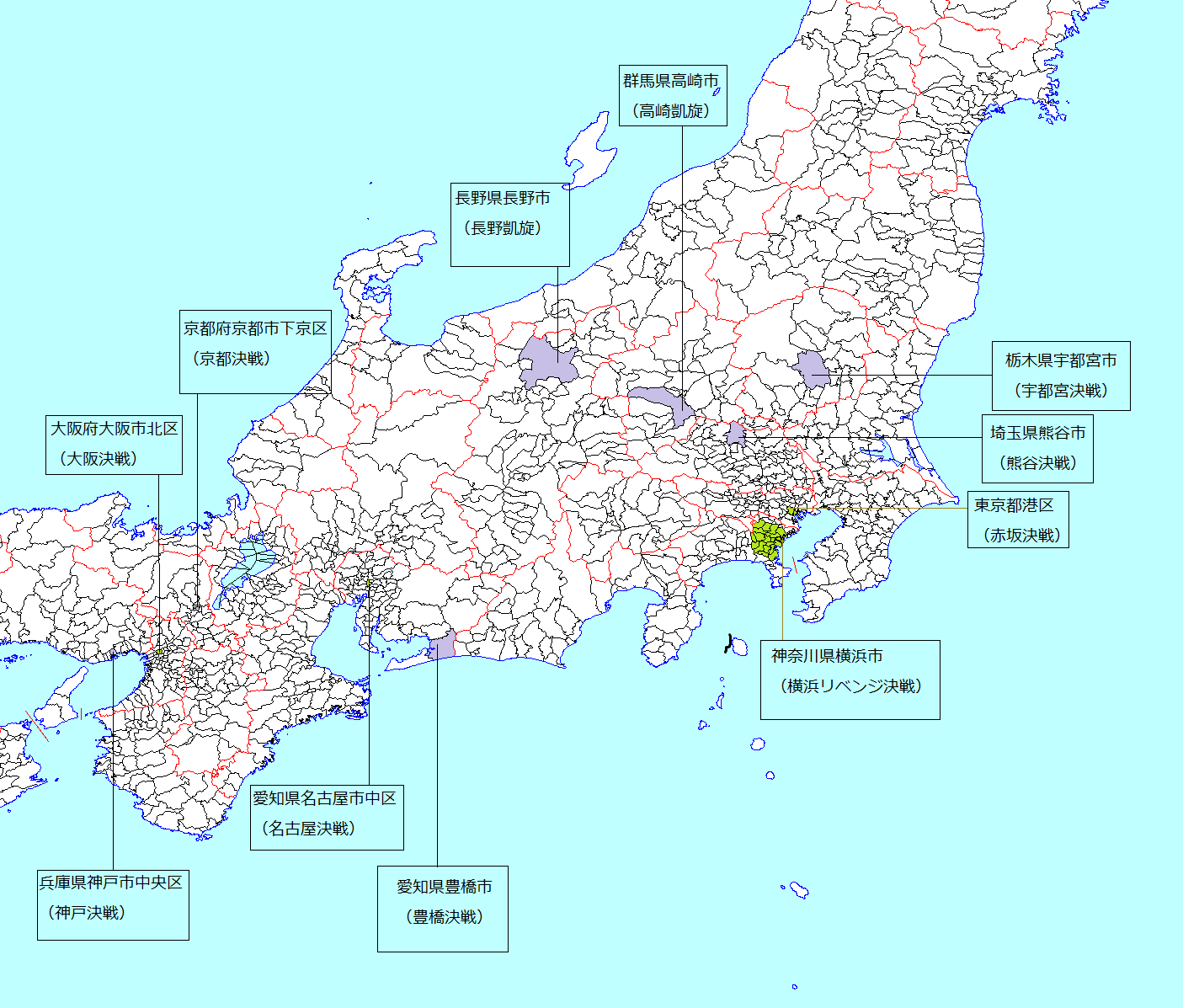
開催地の場所（「開戦」も含む）

2013年8月13日から23日にかけて、アップアップガールズ（仮）1stライブハウスツアー アプガ第二章（仮）開戦前夜が行われた。日程は以下の通りで、7箇所で7公演行われた。
| 日付    | サブタイトル   | 会場名                        |
| ------- | -------------- | ----------------------------- |
| 8月13日 | 〜長野凱旋〜   | CLUB JUNK BOX NAGANO          |
| 8月14日 | 〜高崎凱旋〜   | 高崎 club FLEEZ               |
| 8月15日 | 〜熊谷決戦〜   | Heaven's Rock Kumagaya VJ-1   |
| 8月16日 | 〜宇都宮決戦〜 | Heaven's Rock Utsunomiya VJ-2 |
| 8月20日 | 〜豊橋決戦〜   | 豊橋clubKNOT                  |
| 8月22日 | 〜神戸決戦〜   | 神戸ウィンターランド          |
| 8月23日 | 〜京都決戦〜   | KYOTO MUSE                    |

7月29日、アプガのメンバーにセットリストが渡され、8月5日・12日に「開戦前夜」のリハーサルが行われた。「開戦前夜」だけのリハーサルは計2日間のみであったが、メンバーの関根梓は「ホームだから安心できる」と感じていた。
また、グッズとしてビジュアルパンフレット等が販売された。ビジュアルパンフレットの内容は水着を含む写真・土屋恵介による約2万2千字のインタビューで、インタビューの内容は初水着の感想・アプガの現在・夏の公約宣言等である。

### 前半
8月13日、CLUB JUNK BOX NAGANOにて、「開戦前夜」の初日の公演「長野凱旋」が行われた。長野県は関根の出身地であり、同公演は関根の凱旋公演として行われた。公演の1曲目の「銀河上々物語」のパフォーマンスのエンディングで用いられている旗を、次の曲「イチバンガールズ!」でメンバーの古川小夏が振り回すというパフォーマンスが行われ、原田和典はこれを「今回のツアーの名場面」と評した。MCでは、関根が中心となり、地元の話をした。本編は約90分で終わり、関根のメンバーカラーのオレンジのサイリウムで客席が覆われる中、アプガのメンバーが再度登場し「サマービーム!」を披露し公演が終了した。
8月14日、高崎 club FLEEZにて、「開戦前夜」の2日目の公演「高崎凱旋」が行われた。群馬県はメンバーの新井愛瞳の出身地であり、同公演は新井の凱旋公演として行われた。公演のMCでは、新井が中心となり、地元の話・新井の家族が来場している話などがされた。アンコールでは、新井のメンバーカラーの青のサイリウムで客席が覆われた。公演終了後、南波一海は「ツアーを通じて高崎のライヴが一番良かった」と評価した。
8月15日、Heaven's Rock Kumagaya VJ-1にて、「開戦前夜」の3日目の公演「熊谷決戦」が行われた。同公演はこれまでと異なり、メンバーの凱旋公演ではなかったため、メンバーの古川は「ここからが本当のライヴハウスツアー」と考えてライブを行った。また、リハーサル終了後に「Beautiful Days!」「あの坂の上まで、」をメンバー全員で歌い、練習を行った。攻め曲は慣れているため得意だが、同2曲のようなバラード曲は得意ではないというのが練習を行った理由である。公演終了後、土屋恵介は同2曲だけではなく「他の曲も歌が全体的に良くなって」と評価した。
8月16日、Heaven's Rock Utsunomiya VJ-2にて、「開戦前夜」の4日目の公演「宇都宮決戦」が行われた。会場は満員で、会場の空気は薄く、公演終了後メンバーは楽屋に用意された酸素ボンベを吸うという状態であった。また、この日はツアーの中日であり、「開戦前夜」の前半戦が終了した。

### 後半
8月19日、セットリストを微妙に変更するためのリハーサルが行われた。翌日以降の公演では「なめんな!アシガールズ」「SAKURADRIVE」がセットリストに加わった。
8月20日、豊橋clubKNOTにて、「開戦前夜」の5日目の公演「豊橋決戦」が行われた。同公演では、セットリストに新しく加わった曲が流れた時の観客の反応が大きかったという。また、マイクトラブルがあり、最後の曲「あの坂の上まで、」の最初の部分をマイク無しで歌うという事態になったが、南波一海は「これまでにはなかった一体感をたしかに感じた」と評した。
8月22日、神戸ウィンターランドにて、「開戦前夜」の6日目の公演「神戸決戦」が行われた。同公演のMCでは、初参加の観客とリピーター共に楽しめるMCについて、メンバー全員で話し合った結果「メンバーの誰と誰がイチャついている」という話をした。また、じゃがりこの話でも盛り上がった。メンバーの森咲樹は「みんなのびのびトークできてました」と自己評価し、南波一海も「MCもウケてた」と良い評価を与えた。新井は「開戦前夜」全体として「アプガのMC力も上がった」と自己評価した。
8月23日、KYOTO MUSEにて、「開戦前夜」の7日目の公演「京都決戦」が行われた。同公演は「開戦前夜」のラストの公演であり、メンバー全員気合が入っていたが、メンバーの仙石みなみは「暴走しないように」と考えていた。アンコール曲終了後、アプガのメンバーが再びステージ上に現れ「開戦」へ向けての目標を語り、公演が終了した。
「開戦前夜」を通して、セットリストは一部変更があったものの、ほぼ同一であった。これはアプガにとって初の体験で「同じ曲に、どう変化をつけて見せるか」という課題を持っているメンバーの佐藤綾乃は「固定するのはすごくいい経験」と述べた。セットリストは複数のパートに分かれており、前半は「聴かせるパート」で、後半は「攻めのパート」であった。アプガは、単独ライブ以外ではほとんど「攻め一辺倒」のセットリストとなっているが、単独ライブでは「聴かせるパート」も含まれている。フリーライターの南波一海は同パートについて、初日の長野凱旋では「本人たちにフィットしていない」と評価したが、最終日の京都決戦終了後には「勢い任せでは生まれ得ない表現力がどんどんついていった」と評価した。
また、「なめんな!アシガールズ」が加わって以降のセットリストには、同曲から1曲挟み「SAMURAI GIRLS」を披露するという部分があるが、これはアプガが足軽から侍に進化したということを示している。

## ライブツアー開始以降のイベント出演
8月17日、両国国技館にて行われたDDTプロレスリングの大会「DDT万博 〜プロレスの進歩と調和〜」に出演した。この大会への出演は、2012年9月に行われた「AOMORI ROCK FESTIVAL '12」に出演したことがきっかけになって決まった。同大会では、第5試合の「アイドルランバージャック4WAYマッチ」に参加し、木高イサミと共に「チョッパー☆チョッパー」を披露し、佐保は特技の空手による板割りを披露した。
8月29日、合衆国 Open Summer スタジアムにて行われた「夏☆1グランプリ THE FINAL」に出演した。同イベントでは浴衣で「アッパーカット!」を披露した。これは、TIF2013と同時に行われた「TIF2013 presents 夏☆1浴衣アイドル選手権」で優勝した結果として出演することになったものである。

## 開戦

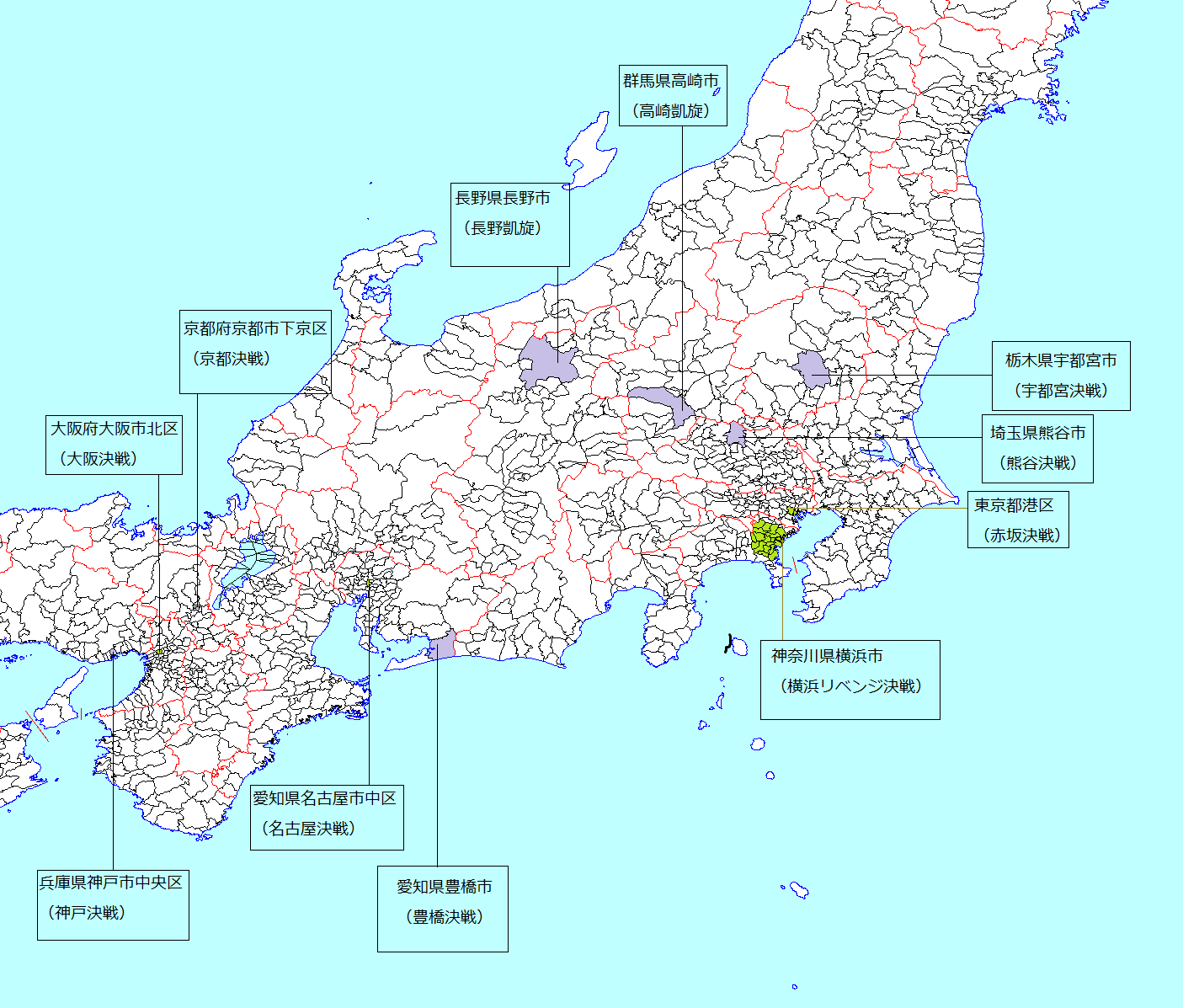
開催地の場所（「開戦前夜」も含む）

2013年8月31日から9月16日にかけて、アップアップガールズ（仮）1stライブハウスツアー アプガ第二章（仮）開戦が行われた。日程は以下の通りで、4都市で行われ、「開戦前夜」と「開戦」を合わせ、11箇所で12公演が行われた。
| 日付               | サブタイトル     | 会場名               |
| ------------------ | ---------------- | -------------------- |
| 8月31日            | 横浜リベンジ決戦 | 横浜BLITZ            |
| 9月07日            | 大阪決戦         | umeda AKASO          |
| 9月08日            | 名古屋決戦       | 名古屋クラブクアトロ |
| 9月16日（2回公演） | 赤坂決戦         | 赤坂BLITZ            |

8月21日、アプガのメンバーに「開戦」の横浜リベンジ決戦のセットリストが渡された。その後、8月24日・26日（ブロック毎に全曲通し）・27日（新衣装のフィッティング）・29日（ゲネプロ）・30日（最終確認）にリハーサルが行われた。

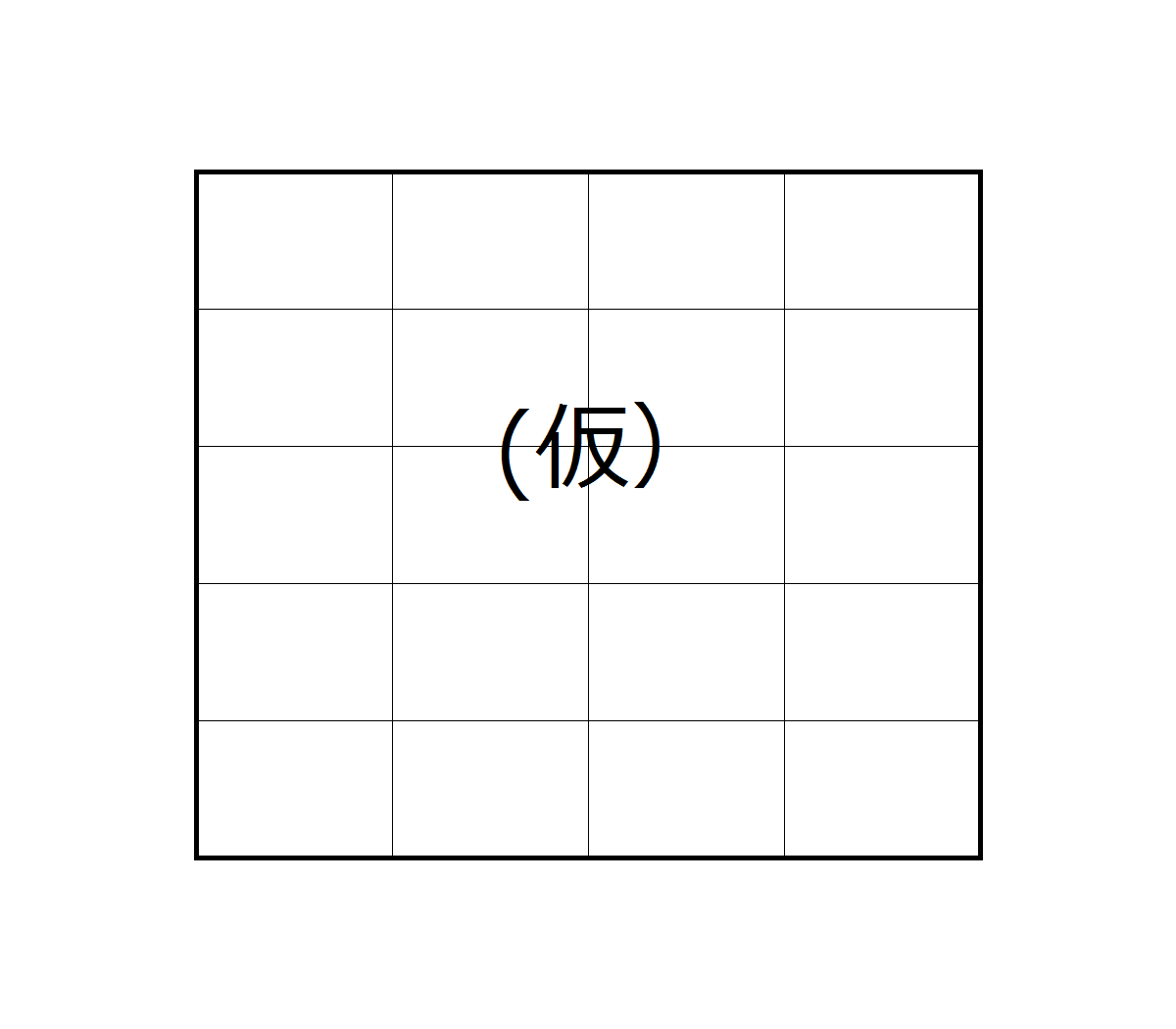
7月23日の時点で予定していた大きさの約2倍になった（仮）旗。白い部分にはファンからのメッセージが書かれている。

また、8月28日には、ファンからのメッセージやイラストが書かれた布の縫い合わせを行い、横断幕（（仮）旗）を作成した。布は全部で5枚×4枚の20枚で、当初予定の約2倍であり、布を縫い合わせるのにかかった期間も、当初予定では1日だったが、実際には3日となった。また、横断幕の中央には（仮）の文字が入っている。

### 横浜リベンジ決戦
前述の通り、アプガは横浜リベンジ決戦で会場を満員にするという目標を立てていた。同公演のチケットは、8月25日までにプレイガイド分が売り切れ、同日出演した「ジモドルフェスタ2013 SUMMER」の会場でチケットを手売りし完売にこぎつけた。チケットが完売したのは、定期公演以外では2012年9月2日に代官山UNITで行われたアップアップガールズ（仮） 1st LIVE 代官山決戦（仮）以来となる。
2013年8月31日、横浜BLITZにて、「開戦」の初日の公演「横浜リベンジ決戦」が行われた。
この日もリハーサルが行われ、「開戦前夜」でのステージと比べれば広い横浜BLITZのステージでのフォーメーションの確認が行われた。また、オープニングでの刀を用いたパフォーマンス・新曲「ワイドルセブン」のリハーサル、（仮）旗を掲揚するテストも行われた。
そして、「間もなく開戦です」というアナウンスがあった後に、客電が落ち、まずはスクリーンに映像が映し出された。映像の内容は、アプガのメンバー紹介・この夏出演したイベントの模様・イベント会場でのチケット手売りの模様等であった。そして、スクリーンに「満員御礼」もしくは「完売御礼」と表示され、観客は大きく反応し、アプガはリベンジを達成した。
その後メンバーが、裃・侍を連想させるような新衣装を着用し、ステージ上に登場。手に持った刀によるパフォーマンスを披露し、刀をマイクに持ち替えて「SAMURAI GIRLS」からライブをスタートさせた。次に「サバイバルガールズ」を披露し、MCへと突入した。同MCでは、メンバーの自己紹介が行われ、横浜リベンジ決戦に対する決意を表明する中で、佐保は正拳突きでの瓦割り5枚に挑戦し成功した。
MC終了後、2012年に発表された楽曲を披露した。それに続くMCでは古川が曲紹介を行い、初披露となる新曲「ワイドルセブン」が歌われた。また、「UPPER ROCK」ではブラックライトにより光る衣装に早着替えし、ステージの照明が消され衣装が光るという演出がされた。その後「サマービーム!」をBGMに、夏のイベントの模様が映し出され、レコーディングの模様やオフショット映像も映し出された。
映像終了後、衣装を着替えたメンバーがステージ上に登場し、「リスペクトーキョー」「アップアップタイフーン」「チョッパー☆チョッパー」「アッパーカット!」「お願い魅惑のターゲット」を披露。その後のMCで、関根が会場の熱気について「スモークとは違う何かが見えます! 湯気がすごい!」と表現するほどに、観客は盛り上がっていた。これらの楽曲について、ナタリーは「キラーチューンを立て続けに投下」と評価した。そして、本編ラストの曲として、「銀河上々物語」を新アレンジで披露した。同曲の間奏部分においては、横断幕（（仮）旗）が掲揚された。「メンバーは感無量の面持ち」だったという。「銀河上々物語」を歌い終わった後に、メンバーが横断幕についてコメントし、本編は終了した。
アンコールはMCからスタートし、関根は前回の横浜BLITZ大決戦より広げられた客席の女性限定エリアについて触れ「女性エリアにもたくさんの方が集まってくれてうれしいです」とした。佐保はリベンジに成功したことに触れつつ、横浜BLITZは「通過点」であり、「もっともっと大きなステージ」でライブを開催しなければならないと考えていることを表明し、新井も同様の意見を表明した。仙石・森は今後のアプガに関する目標を述べ、古川・佐藤は横浜BLITZが満員になったことに対する喜びを表現した。最後にアプガの楽曲を約16分のメドレーで構成した「サマービーム!アプガの夏 MIX」を披露。本編・アンコールを含め全17曲を披露し横浜リベンジ決戦は終了した。公演時間は、開演が17時42分・公演が終了し客電が点灯したのは20時22分で、2時間半を超えた。
| 順           | 曲名                            | 備考                                                                         |
| ------------ | ------------------------------- | ---------------------------------------------------------------------------- |
| 01           | SAMURAI GIRLS                   | T-Palette Records参加後7枚目のシングル曲。                                   |
| 02           | サバイバルガールズ              | T-Palette Records参加後1枚目のシングル曲。                                   |
| MC           |                                 |                                                                              |
| 03           | マーブルヒーロー                | 5枚目のシングル曲。                                                          |
| 04           | メチャキュン♡サマー ( ´ ▽ ` )ノ | 4枚目のシングル曲。                                                          |
| 05           | バレバレI LOVE YOU              | 2枚目のシングル曲。                                                          |
| 06           | 夕立ち!スルー・ザ・レインボー   | 3枚目のシングル曲。                                                          |
| MC           |                                 |                                                                              |
| 07           | ワイドルセブン                  | T-Palette Records参加後7枚目のシングル曲。今回初披露の新曲。                 |
| 08           | カッコつけていいでしょ!         | 代官山決戦で初披露された曲。                                                 |
| 09           | Burn the fire!!                 | T-Palette Records参加後5枚目のシングル曲。                                   |
| 10           | UPPER ROCK                      | 7枚目のシングル曲。                                                          |
| 映像コーナー |                                 |                                                                              |
| 11           | リスペクトーキョー              | T-Palette Records参加後2枚目のシングル曲。                                   |
| 12           | アップアップタイフーン          | T-Palette Records参加後6枚目のシングル曲。                                   |
| 13           | チョッパー☆チョッパー           | T-Palette Records参加後1枚目のシングル曲。                                   |
| 14           | アッパーカット!                 | 3枚目のシングル曲。 関根はこの曲で左足首を怪我し、靭帯部分断裂と診断された。 |
| 15           | お願い魅惑のターゲット          | 1枚目のシングルのカップリング曲。                                            |
| MC           |                                 |                                                                              |
| 16           | 銀河上々物語                    | T-Palette Records参加後5枚目のシングル曲。                                   |
| MC           |                                 |                                                                              |

| 順 | 曲名                        | 備考             |
| -- | --------------------------- | ---------------- |
| MC |                             |                  |
| 01 | サマービーム!アプガの夏 MIX | 約16分のメドレー |

南波一海はセットリストについて「聴かせるパートと盛り上げるパートがそれぞれ肉付けされ」た「ライヴハウス・ツアーの拡大版みたいな構成」と述べた。
翌9月1日、アプガは雑誌・WEBサイトの取材を受け、横浜リベンジ決戦等について語った。森は、ハロプロエッグとして横浜BLITZで公演を行っていた頃より自身のファンが増えていることを実感したと述べ、佐藤は、ファンが「満足したけれど、もっと見たい!」と思うようなライブをしたいという目標を述べた。新井は、以前から自身の課題であった公演中の笑顔について、横浜リベンジ決戦では「基本的にはずっと笑顔」「無意識に笑顔」だったと自己評価した。

### 大阪決戦・名古屋決戦
9月5日、名古屋決戦のチケットが完売した。アプガにとって、首都圏以外の地方での単独ライブのチケットが完売したのは初である。
9月7日、タワーレコード梅田NU茶屋町店でのミニライブ＆握手会の後、umeda AKASOにて、「開戦」の2日目の公演「大阪決戦」が行われた。同公演はアプガにとって大阪での初の単独ライブであり、観客は約500人以上であった。また、メンバーの関根梓は横浜リベンジ決戦で左足首の靭帯を部分断裂したため、大阪決戦では十分なパフォーマンスを行えなかった。
同公演では、年下組と年上組の2組に分かれてトークするコーナーがあった。同コーナーで森は一発ギャグを披露した。
メンバーに同じギャグを披露した際滑ったにもかかわらず、森は滑ることはないと考えていたが、観客は否定的な反応を示し、佐藤は「そのまま退場お願いします」と森に宣告した。原田和典は森のギャグについて「すべりまくり、それがまたたまらないおかしさを運び込んでいた」と評価した。その後、新井は「佐保さんのお笑いのセンスは森さんよりはるかに上だよ」と佐保に話を振り、佐保は一発ギャグを披露した。
観客は盛り上がり、それに対し森は「どう違うのよー」とコメントした。また、公演の最終局面では、横浜リベンジ決戦と同様（仮）旗が掲揚された。
9月8日、名古屋クラブクアトロにて、「開戦」の3日目の公演「名古屋決戦」が行われた。同公演はアプガにとって名古屋での初の単独ライブであり、トークでは小倉トースト・シャチホコの話題となった。また、この日の早朝には2020年に東京オリンピックが行われることが決定したため、オリンピックの話題にもなった。

### 赤坂決戦

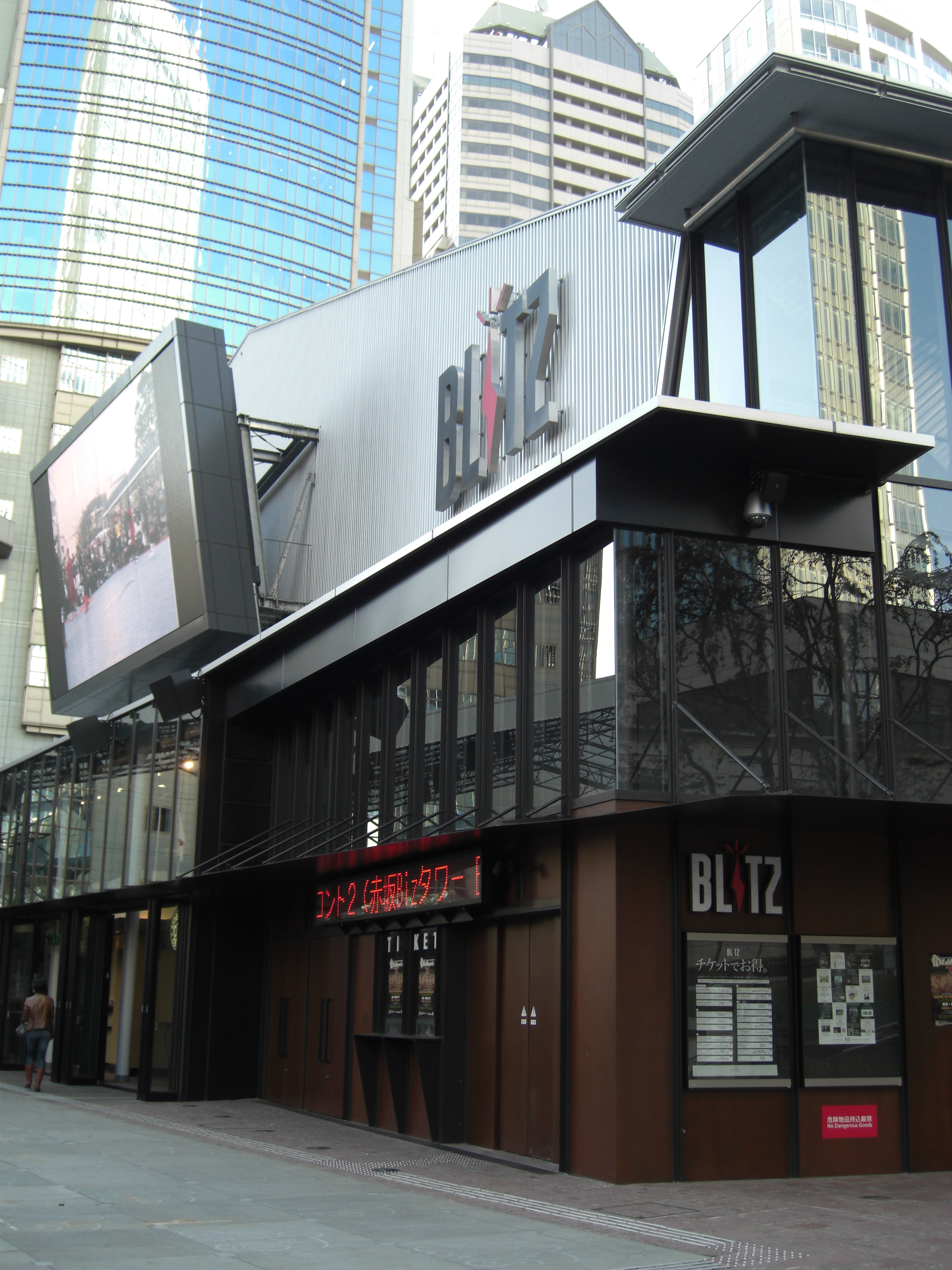
赤坂BLITZの外観

横浜リベンジ決戦終了後、アプガのメンバーは赤坂決戦の目標について述べた。新井は「ファイナルらしくしっかりとまとめて」と語り、仙石も「全部の締めを出せるような公演にしたい」と語った。また、新井は「うれしいサプライズも欲しい」と語り、他のメンバーもそれに同意した 。
9月16日、赤坂BLITZにて、「開戦」の最終日の公演「赤坂決戦」が行われた。赤坂決戦は2公演行われ、2公演合計の観客数は約2000人であった。
この日は台風第18号が日本列島に上陸し、関東地方に接近しており、開催を危ぶむ声も上がったが、アプガのメンバーは8時頃に会場入りし、11時頃よりリハーサルが行われた。リハーサルでは、新しいフォーメーション・メンバープロデュースコーナーの確認などを行った。
そして、「まもなく開戦です」とアナウンスされ、Underworldの「Born Slippy Nuxx」がオープニングSEとして流された後、メンバー紹介映像が流された。同映像では、メンバーが以下のように紹介された。
キャッチフレーズ
- 仙石みなみ - 紅の遅刻侍
- 古川小夏 - 灼熱妖姫
- 森咲樹 - とりあえずモリモリ[注釈 7]
- 佐藤綾乃 - 汗だくの煽り隊長
- 佐保明梨 - 破壊道四段
- 関根梓 - 魅惑のリトルデビル
- 新井愛瞳 - 最近、また髪切りました

映像終了後、横浜リベンジ決戦では流されなかった「overture（仮）」が流され、メンバーが登場し「SAMURAI GIRLS」からライブをスタートさせた。この日も、関根は足の負傷の影響で十分なパフォーマンスを行えなかった。その後のMCで、佐保は瓦割り6枚に挑戦し成功させた。
公演の中盤では、4月の横浜BLITZ大決戦以来となる、メンバーがプロデュースしたコーナーが行われた。コーナーのテーマは「私たちに足りないものは何か」で、「Burn the fire!!」をBGMとした朗読劇形式によるショートコントにより進行した。メンバー各々が自分自身の個性をより発揮していくための目標について語った後、佐藤の「己をぶち破る!」という言葉をきっかけに（仮）と記載された紙を破り、グループ名から（仮）を取るという目標、さらには「己の殻を破るというテーゼ」を示した。
アンコール後のMCでは、新井が「今回はサプライズはないんですよ。なので、今回は私達から皆さんにサプライズです!」と宣言し、10月30日に両A面シングル「Starry Night/青春ビルドアップ」を発売することを発表した。そして、「サマービーム!アプガの夏 MIX」を披露した後に、メンバーは退場し、ライブが終了したように思われたが、ステージ上のスクリーンが降り、メンバーがステージに登場した。スクリーンには、夏の間の舞台裏の映像が流されていたが、「お待たせしました」という文字が表示され、単独ライブで恒例となっているサプライズでの発表が行われた。サプライズの内容は、2013年の年末・2014年の年始にキャパシティ1000人以上の会場でライブが行われるというものであった。日程は以下の通り。
| 日付           | タイトル                                                                                |
| -------------- | --------------------------------------------------------------------------------------- |
| 2013年12月22日 | アップアップガールズ（仮）アプガ第二章（仮）クリスマスイブイブイブ決戦 〜横浜赤レンガ〜 |
| 2013年12月28日 | アップアップガールズ（仮）アプガ第二章（仮）大晦日イブイブイブ決戦 〜CLUB CITTA'〜      |
| 2014年01月01日 | アップアップガールズ（仮）アプガ第二章（仮）2014年元旦決戦 〜赤坂BLITZ〜                |

新井が「サプライズないって言ってたじゃん!」と叫ぶ中発表は続き、2014年春に全国ツアーを開催する見通しが示された。また、同全国ツアー成功という条件が付いているものの、2014年夏までに中野サンプラザでライブを行う見通しも示された。メンバーは「まずは冬公演を埋めて成功させたい」と述べ、公演は終了した。
2公演目は、1公演目とセットリストは同じであったが、メンバー紹介映像でのキャッチフレーズなど、セットリスト以外の部分で違いが見られた。佐保は瓦割り6枚に挑戦したが、1枚だけ割れずに残り、失敗した。同公演終了後、ボイストレーナーの杉浦良美は「次のステップに行くためには、ちょっと今の歌だとアカンです」と評価し、（アプガのメンバーに対し）「これからはもうちょっと厳しくいきます」とした。また、森は「1年前の代官山の時に比べて体力ついたなって思った」と感想を残し、仙石も「この夏で体力がついたなって思っていて」「みんな体力ついたねって話をしました」とした。
こうして、アプガの「勝負の夏」は終了した。

## 映像作品
2013年12月18日、赤坂決戦の模様とツアーのドキュメントが収録された2枚組のDVD『アップアップガールズ（仮） 1st ライブハウスツアー アプガ第二章（仮）開戦』が発売された。

### Disc1収録曲
1. OPENING映像〜overture（仮）
2. SAMURAI GIRLS
3. サバイバルガールズ
4. MC
5. マーブルヒーロー
6. メチャキュン♡サマー ( ´ ▽ ` )ノ
7. バレバレI LOVE YOU
8. 夕立ち!スルー・ザ・レインボー
9. MC
10. ワイドルセブン
11. カッコつけていいでしょ!
12. MC
13. Burn the fire!!
14. UPPER ROCK
15. VTR
16. リスペクトーキョー
17. アップアップタイフーン
18. チョッパー☆チョッパー
19. アッパーカット!
20. お願い魅惑のターゲット
21. MC
22. 銀河上々物語
アンコール
23. MC
24. サマービーム!（アプガの夏Mix）